# 103年臺灣原創流行音樂大獎
103年臺灣原創流行音樂大獎（英語：2014 Taiwan Music Composition and Songwriting Contest），由文化部影視及流行音樂產業局、客家委員會共同主辦。延續主題精神「臺灣源動力」，持續強調臺灣原創音樂本土創新的主體性，藉以引發關注並重視文化資產傳承、發展、保存的重要性，尤其臺灣的音樂文創產業，在全球華人市場中具指標性的領導地位，如此值得令人驕傲的成果，正是臺灣音樂文創產業邁開步伐、大展身手的最佳時刻，更是臺灣最大的原動力。